# Дуболугівка
Дуболу́гівка (до 1946 року — Британівка, Британи) — село в Україні, у Вертіївській сільській громаді Ніжинського району Чернігівської області. Населення становить 568 осіб. До 2018 орган місцевого самоврядування — Дуболугівська сільська рада.

## Історія
Село було засновано на початку XVII ст. Перших поселенців привіз польський сотник. Після закінчення національно -визвольної війни українського народу проти польського володарювання в селі залишився польський поміщик Мина, який прийняв православну віру. Мина володів 300 десятинами землі, а решту (урочище Помірки, Гребельки) було продано прохорському сотнику Тараскевичу Федору Йосиповичу. Першими поселенцями були козаки та селяни.
За 2 км. від села був Минин хутір — 200 десятин землі, пізніше його перейменували на Вертіївський, тому, що землі поміщика Мини купили вертіївчани Устименки.
За 5 км. від села, у лісі, був хутір Сидоренка Івана, а в урочищі Буди був розміщений завод по виготовленню поташу (за переказами Денисенка Івана Петровича 1896 р.н.).
За соціальним статусом давні жителі села були козаки. Поміщик Мина мав кріпаків, декілька дворів у селі належали казенним селянам. Найзаможнішими були поміщики брати Мини. Один мав 300 десятин землі, а інший 200, поміщиця Гайдичиха (до шлюбу Мина) володіла 150 десятинами землі. Сотник Тараскевич продав свої землі Полянським, які згодом повернулись у своє місто Рязань. Продали вони землю шляхтичу Вовку — Карачевському. Йому перейшла земля казенних селян. Родич Карачевського був губернатором і допоміг йому отримати ще 400 десятин землі.
Був ще поміщик на прізвище Богдан — козацький сотник, який мав 300 десятин землі, але згодом Богдани землю продали, а гроші прогуляли (за переказами Бичука Захара Івановича 1891 р.н.).
Селяни займались виробництвом деревного вугілля, продавали його в Ніжині, Борзні.
Село мало приблизно 1200 десятин орної землі. З них належало поміщику — 300 десятин., заможним селянам — 400 десятин., середнякам — 330 десятин, біднякам — 160 десятин.
В 1913 р. селяни платили податок на кожну десятину землі по 50 копійок. Були трудові повинності, пов'язані з будівництвом місцевої школи, мостів та інших громадських споруд.
Поміщики та заможні господарі мали постійних та сезонних наймитів. Незважаючи на значну відстань села від великих населених пунктів, його населення активно відгукувалось на визначні події в житті країни. Так в 1812 р. селяни організували збір продовольства для армії Кутузова, а житель села Федько Кузьма Михайлович на підводі доставив його в місто Рогачов.
У серпні 1905 р. на сільському ярмарку жителі села Купрій Полікарп, Мойсеєнко Матвій, Купрій Іван та інші організували мітинг, закликаючи до повстання проти царського уряду, конфіскація поміщицької землі і поділу її між біднотою. Розповсюджували революційні листівки, що надійшли з Москви. За ці дії організатори мітингу були покарані. (З розповіді Бичука Захара Івановича).
У 1917-1921 роках у селі кілька разів змінювалась влада. Остаточну владу отримали більшовицькі окупанти.
У 1929 р. розпочався процес примусової колективізації. Було організовано колгоспи «Червоний пахар» і «Перше травня». В 1931 р. було створено колгосп «Третій вирішальний». Для зміцнення колгоспів були надіслані робітники з міст Доредний, Шелюга, Журанкін. Було «розкуркулені» 18 господарств, 14 «куркулів», а насправді це були середняки, яких вислали за межі України. В роки колективізації було вбито колишнього партизана громадянської війни Тарахана Антона Лукича.
Укрупнення колгоспів відбулося в 1941 р. Утворено колгосп ім. Хрущова, що його в 1957 р. було перейменовано в колгосп «40 — річчя Жовтня».
12 червня 2020 року, відповідно до розпорядження Кабінету Міністрів України № 730-р «Про визначення адміністративних центрів та затвердження територій територіальних громад Чернігівської області», увійшло до складу Вертіївської сільської громади.
19 липня 2020 року, в результаті адміністративно-територіальної реформи, увійшло до складу новоутвореного Ніжинського району.

## Уродженці Британів (Дуболугівки)
- Вовк-Карачевський Григорій Никодимович — український громадський і земський діяч, брат В. Н. і Н. Н. Вовк-Карачевських
- Вовк-Карачевський Никодим Никодимович — український громадський і земський діяч, брат В. Н. і Г. Н. Вовк-Карачевських
- Вовк-Карачевський Василь Никодимович (1834—1893) — український громадський і культурний діяч, учасник київської «Старої громади», соратник О. Я. Кониського; брат Г. Н. і Н. Н. Вовк-Карачевських
- Вовк-Карачевський Василь Васильович (1873- 1920?) — український громадський і політичний діяч, син В. Н. Вовк-Карачевського; депутат ІІ Державної думи Російської імперії від Чернігівської губернії; історик, учень В. Б. Антоновича
- Кошель Микола Якович (* 1925) — український художник.

## Народонаселення
Станом на 1866 рік село мало 141 двір (1185 жителів), за матеріалами перепису 1897 року нараховувалось 318 дворів (1724 жителя), за переписом 1989 року — 724 жителя. Останній перепис населення 2001 року зафіксував 568 жителів. На 2017 рік проживало 270 осіб

## Інфраструктура
На даний момент в селі діють, бібліотека, місцевий клуб на 250 місць, магазини. Школа була закрита.
У центрі села існують обеліск Слави односельцям — жертвам німецько-радянської війни (встан. 1967 року) та надгробок (встан. 1958 року) на братській могилі воїнів, полеглих при визволенні села у 1943 році.

## Сучасний стан
Населений пункт обслуговує рейсовий автобус, що курсує за маршрутом Ніжин — Дуболугівка, через населені пункти Мала Кошелівка, Заньки, Велика Кошелівка.
Туристичними цікавинками виступають (окрім Косьмо-Деміанівської церкви) старовинні великорозмірні дубові хрести на місцевому цвинтарі, яких майже не лишилося.